# I Państwowe Liceum i Gimnazjum im. Adama Mickiewicza w Samborze
I Państwowe Liceum i Gimnazjum im. Adama Mickiewicza w Samborze – polska szkoła z siedzibą w Samborze w okresie II Rzeczypospolitej, od 1938 o statusie gimnazjum i liceum ogólnokształcącego.

## Historia

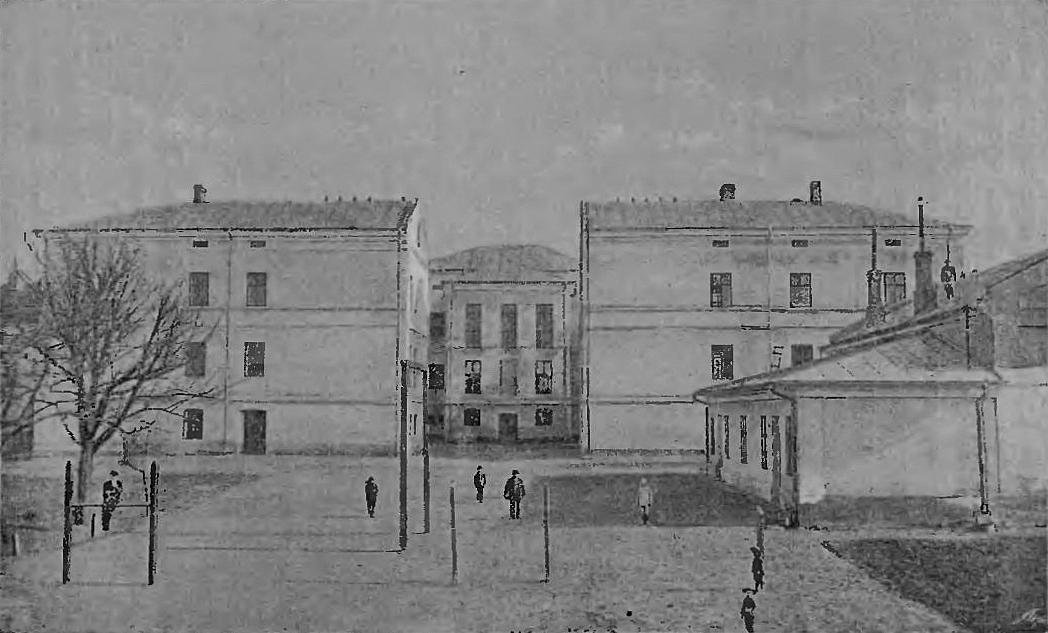
Widok od tyłu zabudowań (1892)

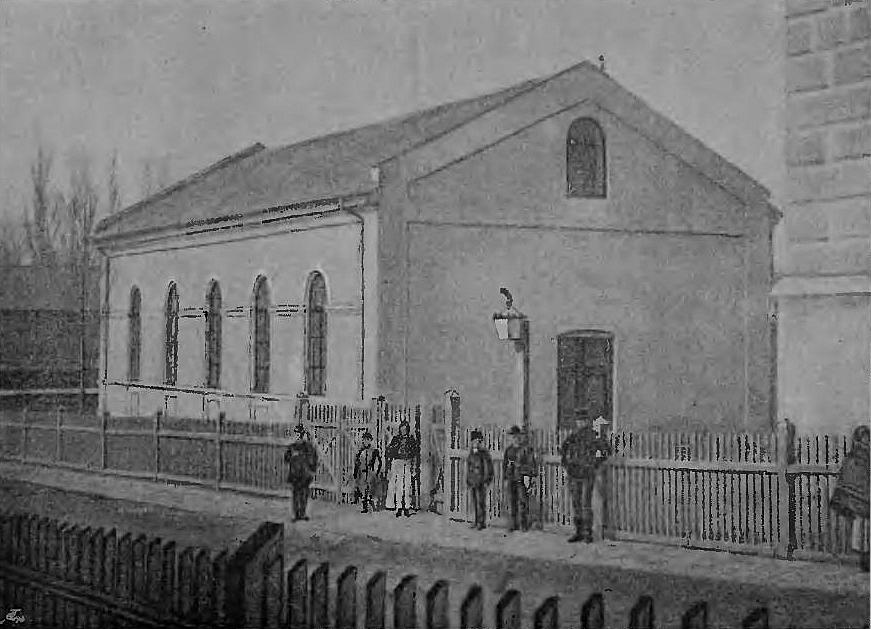
Budynek sali gimnastycznej (1892)

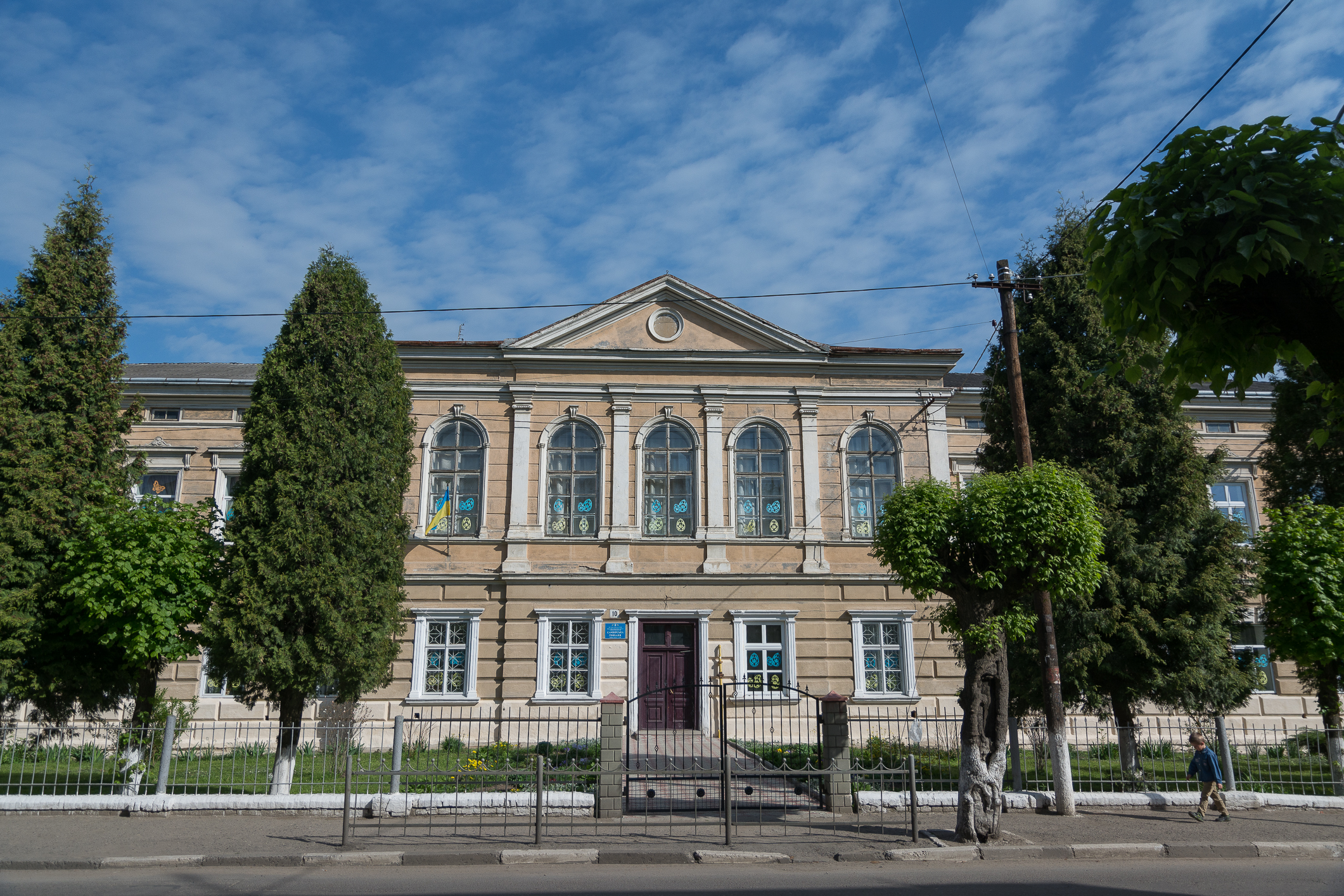
Widok współczesny gmachu szkoły

Gimnazjum zostało założone w 1680 przez ojców jezuitów, którzy prowadzili je do czasu kasaty zakonu w 1773. Od 1792 do 1816 szkoła pozostawała pod kuratelą miasta, później celem wsparcia placówki służył powołany fundusz naukowy. W okresie zaboru austriackiego pod koniec XIX wieku szkoła działała pod nazwą C. K. Wyższe Gimnazjum w Samborze, a na przełomie XIX/XX wieku jako C. K. Gimnazjum Arcyksiężniczki Elżbiety w Samborze.
Od 11 marca 1891 do 15 sierpnia 1892 został wybudowany jednopiętrowy gmach gimnazjum, wzniesiony na planie litery E, frontem skierowany do ulicy Jana III Sobieskiego (budynek składał się z trzech kondygnacji: sutereny, parteru i piętra). Autorem planu budynku oraz kierownikiem budowy był inżynier miejski, Karol Negrusz, zaś koszt w wysokości 130 tys. zł. pokryła gmina miasta Sambora. 5 września 1892 budynek został poświęcony, a 15 października tego roku oddany do użytku. Równolegle obok gmachu szkoły powstał budynek gimnastyczny.
Po zakończeniu I wojny światowej oraz odzyskaniu przez Polskę niepodległości i nastaniu II Rzeczypospolitej w 1919 gimnazjum nadano imię Adama Mickiewicza. W latach 20. gimnazjum prowadzono w typie klasycznym. W latach 20. i 30. Gimnazjum mieściło się przy ulicy Hugona Kołłątaja 10 (w 1939 roku pod numerem 4). W 1926 w Gimnazjum było osiem klas z 13 oddziałami, w których uczyło się łącznie 483 uczniów wyłącznie płci męskiej (tym niemniej w klasach gimnazjum uczyły się również dziewczęta w charakterze prywatystek). Na początku lat 30. istniało I Państwowe Gimnazjum Męskie typu dawnego klasycznego im. Adama Mickiewicza w Samborze. Zarządzeniem Ministra Wyznań Religijnych i Oświecenia Publicznego Wojciecha Świętosławskiego z 23 lutego 1937 „I Państwowe Gimnazjum im. Adama Mickiewicza w Samborze” zostało przekształcone w „I Państwowe Liceum i Gimnazjum im. Adama Mickiewicza w Samborze” (państwową szkołę średnią ogólnokształcącą, złożoną z czteroletniego gimnazjum i dwuletniego liceum), a po wejściu w życie tzw. reformy jędrzejewiczowskiej szkoła miała charakter koedukacyjny, a wydział liceum ogólnokształcącego był prowadzony w typie humanistycznym łączonym z przyrodniczym. Alternatywnie używano nazwy „I Państwowe Liceum i Gimnazjum (typu humanistycznego) im. Adama Mickiewicza w Samborze”. Do końca lat 30. uczniowie korzystali nadal z wybudowanej pod koniec XIX sali gimnastycznej.
W 1911 utworzono samoistny zakład pod nazwą „Filia C. K. Gimnazjum w Samborze”, która później, w okresie II RP działała jako II Państwowe Gimnazjum im. Mikołaja Kopernika w Samborze.

## Dyrektorzy
- ks. Tomasz Polański (1856 – 1862)
- Jan Kerekjarto (kier. od 1871, dyr. od 1872 do 1874)[12]
- ks. Tomasz Barewicz (1874 – IX 1889)[13]
- Maksymilian Krynicki (1889, zastępca dyrektora)[14]
- Ignacy Petelenz (4 X 1889 –)
- Franciszek Tomaszewski (16 IX 1896 – 28 IX 1904)[15][16]
- Józef Szafran (28 IX 1904 - )[17][18]
- Michał Ptaszyk (kierownik, lata 20.)[1]
- Władysław Piskozub (od 1 IV 1926[19], do 1934[20][21][22])
- dr Stefan Przyboś (kierownik od XII 1934[23], dyrektor od X 1937[24][25] do 1939[26])

## Nauczyciele
- Antoni Borzemski
- Antoni Gołkowski
- Emanuel Bujak
- ks. Hilarion Gmitryk
- Pawło Jasenycki
- Jan Killar
- ks. Józef Moskalik
- Czesław Nanke
- Maksymilian Nowicki
- Gustaw Przychocki
- Adam Pytel
- Zygmunt Zborucki

## Uczniowie i absolwenci
Absolwenci
- Roman Albinowski – oficer
- Tadeusz Adamski – kawaler VM (1910)
- Stefan Balicki – pisarz
- Leon Bazała – oficer (1923)
- Włodzimierz Bańkowski – nauczyciel (1870)
- Władysław Byrka – prawnik, polityk
- Jan Chrząszczewski-Trzaska, oficer (1914)
- Andrij Czajkowski – adwokat, pisarz (1877)
- Wasylij Czemarnyk – duchowny greckokatolicki
- Marian Des Loges – bibliotekarz (1916)
- Ludwik Dziedzicki – pedagog[27]
- Adolf Fiszer – oficer (1913)
- Bohdan Geisler – oficer (1914)
- Stanisław Głąbiński – polityk (1880)
- Feliks Godowski – oficer (1899)
- Bronisław Herman – legionista
- Maksymilian Iskrzycki – filolog klasyczny
- Wincenty Jabłoński – polityk (1879)
- Franciszek Kasparek – prawnik (1862)
- Tadeusz Kolasiński – oficer lekarz (1893)
- Stanisław Kotowicz – nauczyciel (1903)
- Stanisław Kubiński – inżynier (1907)
- Eugeniusz Kucharski – historyk i teoretyk literatury (1901)
- Hermann Loebl – polityk
- Stanisław Łucki – polityk (1901)
- Mieczysław Małek – samorządowiec, oficer (1905)
- Stanisław Michałowski – starosta (1899)
- Mychajło Minczakewycz – duchowny greckokatolicki
- Edmund Mochnacki – polityk
- Czesław Nanke – historyk (1902)
- Roman Negrusz – naukowiec (1892)
- Andrzej Paluch – nauczyciel, bibliotekarz, muzyk (1907)
- Adam Pasiewicz – oficer Wojska Polskiego, kawaler Virtuti Militari (1913)
- Roman Pollak – historyk (1905)
- Stanisław Porembalski – samorządowiec, oficer (1905)
- Rudolf Różycki – sędzia
- Mirosław Rzepecki – duchowny greckokatolicki (1907)
- Aleksander Rutkowski – oficer (1902)
- Aleksander Semkowicz – mediewista
- Cyryl Sielecki – duchowny greckokatolicki
- Witold Skalski – profesor (1899)
- Alfred Adam Słociński – oficer (1928)
- Władysław Smereka – duchowny rzymskokatolicki (1926)
- Iwan Snihurski – duchowny greckokatolicki
- Kamil Stefko – prawnik (1892)
- Julian Szemelowski – adwokat, polityk (1841)
- Teodor Szemelowski – adwokat, polityk
- Stepan Tomasziwskyj – historyk, polityk (1905)
- Jan Towarnicki – lekarz
- Bronisław Wiktor – architekt, malarz (1905)
- Aleksander Zarzycki – pianista
- Dominik Zbrożek – inżynier geodeta, rektor Politechnice Lwowskiej (1849)
- Jan Zołoteńki – prawnik, burmistrz Starej Soli (1894)
- Józef Zołoteńki – prawnik, oficer (1897)

Uczniowie
- Józef Blauer – legionista
- Józef Drotlew – oficer
- Henryk Kieszkowski – ziemianin, polityk
- Marian Kister – wydawca
- Platon Kostecki – pisarz, poeta, dziennikarz
- Franciszek Lurski – oficer
- Stanisław Lurski – oficer
- Bronisław Łoziński – prawnik, historyk
- Walery Łoziński – pisarz
- Jan Nałęcz-Koniuszewski – oficer
- Mieczysław Orłowicz – krajoznawca
- Stanisław Pawłowski – geograf
- Władysław Tadeusz Podoski – oficer
- Michał Popiel – polityk
- Włodzimierz Stebelski – literat
- Marcin Zieliński – lekarz, oficer